# Verwüstung – Invoke the Dark Age
Verwüstung – Invoke the Dark Age – pierwszy studyjny album austriackiej grupy muzycznej Abigor wydany 1 listopada 1994 roku przez Napalm Records

## Lista utworów
1. "Universe of Black Divine" - 06:58
2. "Kingdom of Darkness" - 08:13
3. "Beneath a Steel Sky" - 01:53
4. "Eye to Eye at Armageddon" - 05:24
5. "In Sin" - 04:20
6. "My Soft Vision in Blood" - 05:51
7. "Weeping Midwintertears" - 04:45
8. "Diabolic Unity" - 03:01
9. "A Spell of Dark and Evil" - 02:04

## Twórcy
- Peter Kubik – gitara, instrumenty klawiszowe
- Thomas Tannenberger – perkusja, gitara, gitara basowa,  instrumenty klawiszowe
- Michael „Silenius” Gregor – śpiew
- Alexander Opitz – instrumenty klawiszowe (utwory: 3, 9)